# Dames turques
Pour un article plus général, voir Dames.
Les dames turques sont un jeu de stratégie combinatoire abstrait de la famille des dames. Les dames turques sont jouées principalement en Turquie et dans le monde arabe. Cette variante diffère énormément de toutes les autres formes de jeu de dames en ce que les pièces se déplacent en suivant les lignes et les colonnes et non en suivant les diagonales.

## Règles

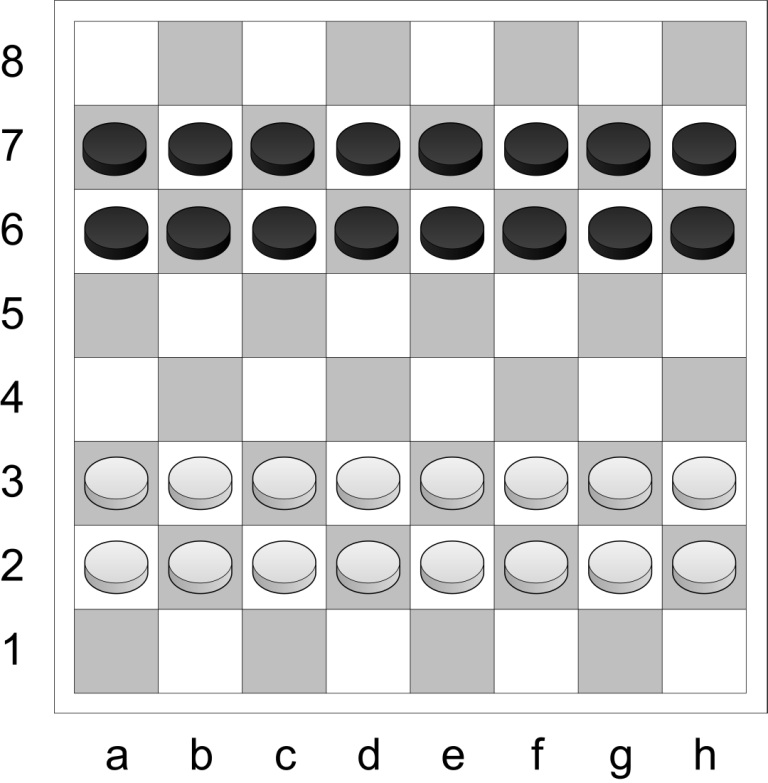
Position de départ.

- Taille du plateau : 64 cases (8 x 8) ;
- Nombre de pions : 32 (2 x 16) ;
- Orientation du plateau: grande diagonale de droite à gauche ;
- Joueur avec l'initiative : blancs ;
- Déplacements : 
  - Pions : une case horizontalement ou verticalement ;
  - Dames : horizontalement ou verticalement d'autant de cases que souhaité ;
- Prise autorisée des pions : seulement vers l'avant et vers les côtés (aucune prise ne se fait en diagonale) ;
- Contraintes de rafle : 
  - Prise majoritaire obligatoire ;
  - Prise qualitative facultative (un pion vaut autant qu'une dame) ;
  - Retrait des pions pris au fur et à mesure.
- Conditions de victoire :
  - Le joueur adverse n'a plus de pion ;
  - Le joueur adverse est bloqué ;
  - La configuration "une dame contre un pion" est déclarée gagnante.

## Principales compétitions

### Compétitions internationales
- Championnat du monde depuis 2014.

### Championnat de Turquie
| Année | Médaille d'or     | Médaille d'argent | Médaille de bronze | 4°              |
| ----- | ----------------- | ----------------- | ------------------ | --------------- |
| 2000  | Murşit Ersöz      | Mahmut Hülagü     | Güngör Demir       | Hasan Kurtel    |
| 2001  | Ramazan Akçagün   | Sakin Inci        | Dursun Yildirim    | Necip Çelik     |
| 2002  | Osman Pitir       | Ufuk Karayel      | Cengiz Ordul       | Mustafa Kizilay |
| 2003  | Çetin Özyilmaz    | Faik Stars        | Osman Pitir        | Necip Çelik     |
| 2004  | Faik Stars        | Sinan Arslan      | Hasan Kurtel       | Ahmet Oral      |
| 2005  | Mesut Gencer      | Vecdi Naim Deveci | Hussein Yuksel     | M. Şah Delek    |
| 2006  | Mesut Gencer      | Hayri Çakir       | Ramazan Akçagün    | Murat Keser     |
| 2007  | Mahmut Hülagü     | Vecdi Naim Deveci | Dursun Yildirim    | Hüseyin Yüksel  |
| 2008  | Mesut Gencer      | Faik Yildiz       | Mahmut Hülagü      | Hayri Çakir     |
| 2009  | Mesut Gencer      | Avni Karanfil     | Faik Yildiz        | Alil Benliler   |
| 2010  | Faik Yildiz       | Murat Keser       | Samir Mui          | Murşit Ersöz    |
| 2011  | Faik Yildiz       | Kadir Irmak       | Vecdi Naim Deveci  | Mahmut Hülagü   |
| 2012  | Vecdi Naim Deveci | Mesut Gencer      | Ogün Tancer        | Suat Aydi       |
| 2013  | Faik Yildiz       | Gösel Kaya        | Avni Karanfil      |                 |
| 2014  | Ogün Tancer       | Abdulahik Orak    | Gösel Kaya         |                 |
| 2015  | Hayri Çakir       | Muammer Yildiz    | Mehmet Terzioğlu   |                 |
| 2016  | Faik Yildiz       | Ahmet Karadaş     | Eteme Özdene       |                 |
| 2017  | Zahir Mn          | Avni Karanfil     | Faik Yildiz        |                 |